# Bathygadus garretti
Bathygadus garretti är en fiskart som beskrevs av Gilbert och Hubbs, 1916. Bathygadus garretti ingår i släktet Bathygadus och familjen skolästfiskar. Inga underarter finns listade.